# Người Sahrawi

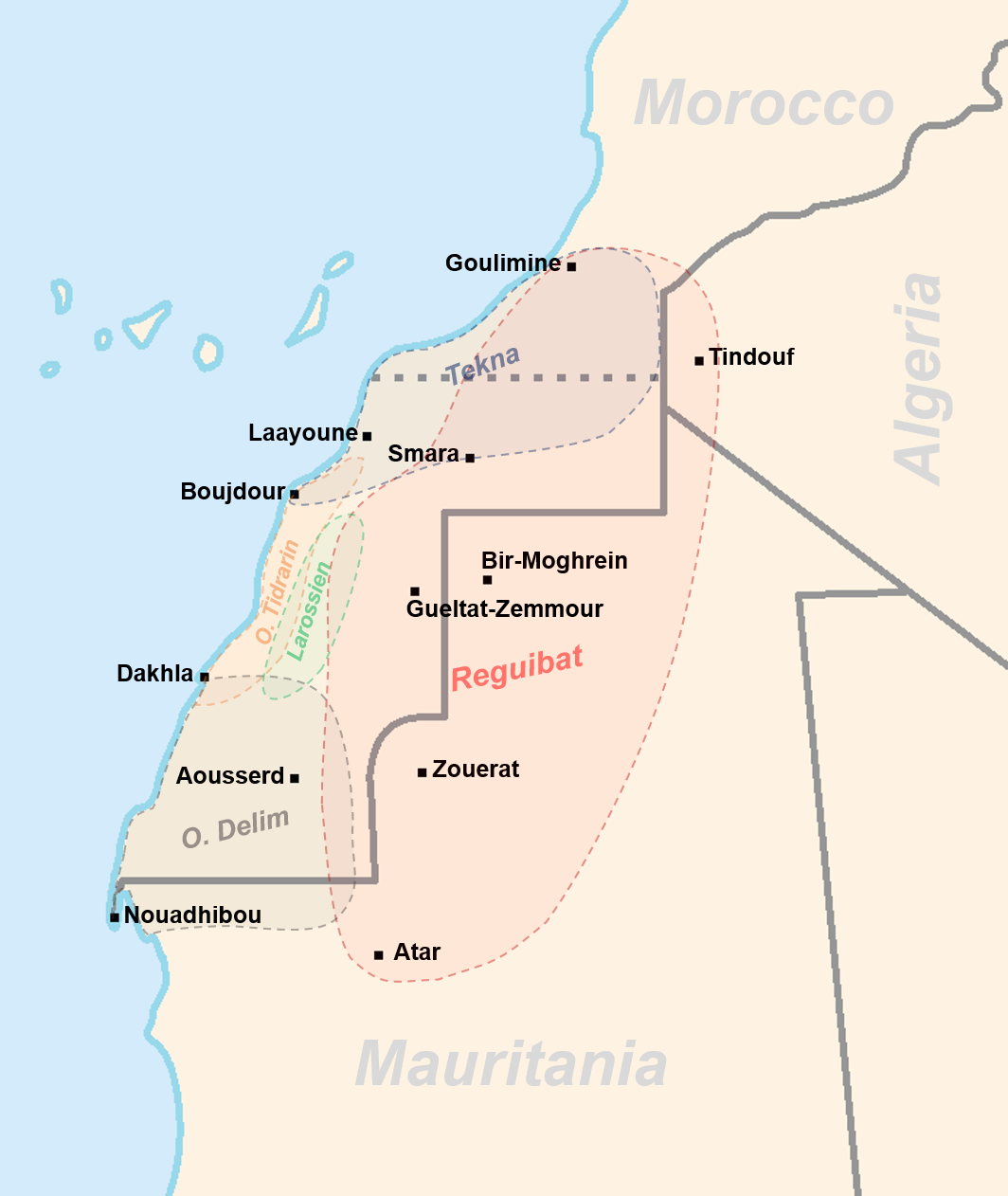
Bản đồ dân tộc ở Tây Sahara

Người Sahrawi (tiếng Ả Rập: صحراويون ṣaḥrāwīyūn; tiếng Tây Ban Nha: Saharaui), là một sắc tộc và quốc gia ở tây hoang mạc Sahara, nam Maroc, một phần Mauritanie và biên giới Tây Nam ở Algérie.

## Tên gọi
Từ tiếng Ả Rập Ṣaḥrāwī صحراوي nghĩa đen là "Người sinh sống của Hoang mạc". Từ Sahrawi bắt nguồn từ Ṣaḥrā' (صحراء, hoang mạc). Một người đàn ông được gọi là "Sahrawi" và một người phụ nữ được gọi là "Sahrawiya". Trong các ngôn ngữ khác thì được gọi như sau:
- Ngữ tộc Berber: Aseḥrawi ⴰⵙⴻⵃⵔⴰⵡⵉ hoặc Aneẓrofan ⴰⵏⴻⵥⵔⵓⴼⴰⵏ
- Tiếng Anh: Sahrawi hoặc Saharawi
- Tiếng Tây Ban Nha: Saharaui (saharauita, saharauiya)
- Tiếng Pháp: Sahraoui
- Tiếng Ý: Saharaui, Sahraui,[12] Sahrawi or Saharawi
- Tiếng Bồ Đào Nha: Saarauís[13][14][15][16][17]
- Tiếng Đức: Sahraui(s)

## Người nổi tiếng
- Al Khadra Mabrook
- Hadjatu Aliat Swelm
- Saida Charaf

### Sách
- Hodges, Tony (1983), Western Sahara: The Roots of a Desert War, Lawrence Hill Books (ISBN 0-88208-152-7)
- Jensen, Erik (2005), Western Sahara: Anatomy of a Stalemate, International Peace Studies (ISBN 1-58826-305-3)
- Mercer, John (1976), Spanish Sahara, George Allen & Unwid Ltd (ISBN 0-04-966013-6)
- Norris, H.T. (1986), The Arab Conquest of the Western Sahara, Longman Publishing Group (ISBN 0-582-75643-X)
- Pazzanita, Anthony G. and Hodges, Tony (1994), Historical Dictionary of Western Sahara, Scarecrow Press (ISBN 0-8108-2661-5)
- Shelley, Toby (2004), Endgame in the Western Sahara: What Future for Africa's Last Colony?, Zed Books (ISBN 1-84277-341-0)
- Thobhani, Akbarali (2002), Western Sahara Since 1975 Under Moroccan Administration: Social, Economic, and Political Transformation, Edwin Mellen Press (ISBN 0-7734-7173-1)
- Thompson, Virginia and Adloff, Richard (1980), The Western Saharans. Background to Conflict, Barnes & Noble Books (ISBN 0-389-20148-0)